# Mons (planetaire geologie)

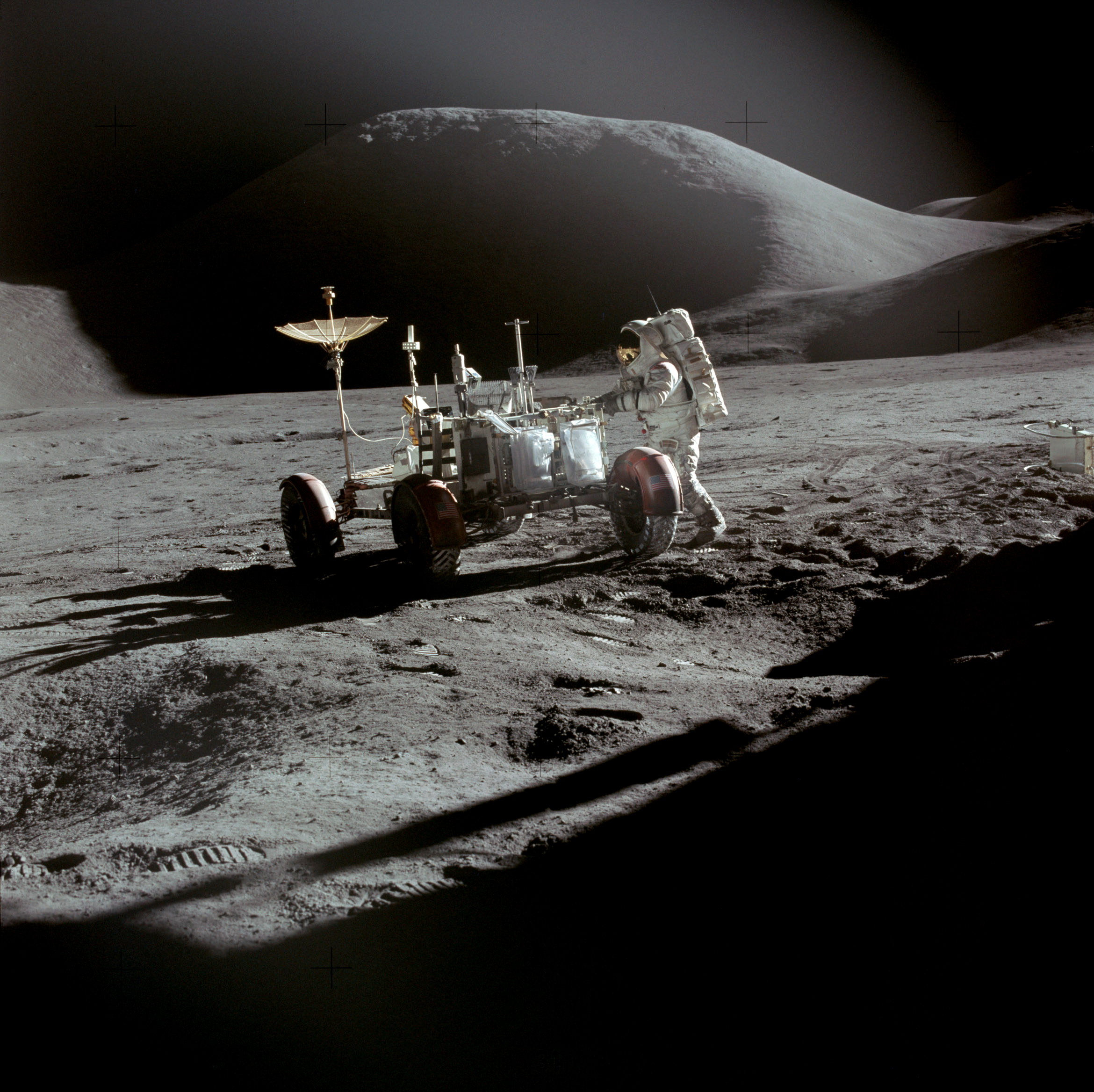
Mons Hadley op de Maan, circa 4,5 km hoog.

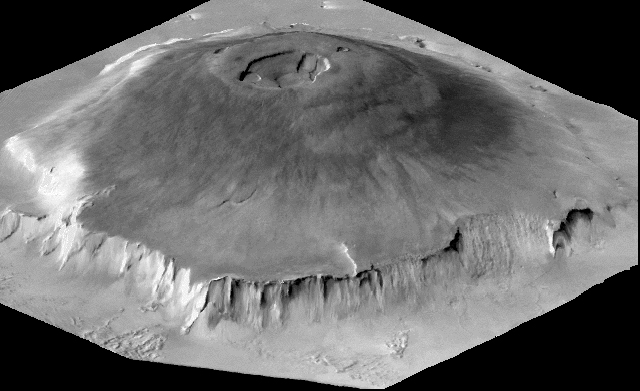
Olympus Mons op Mars, circa 22 km hoog.

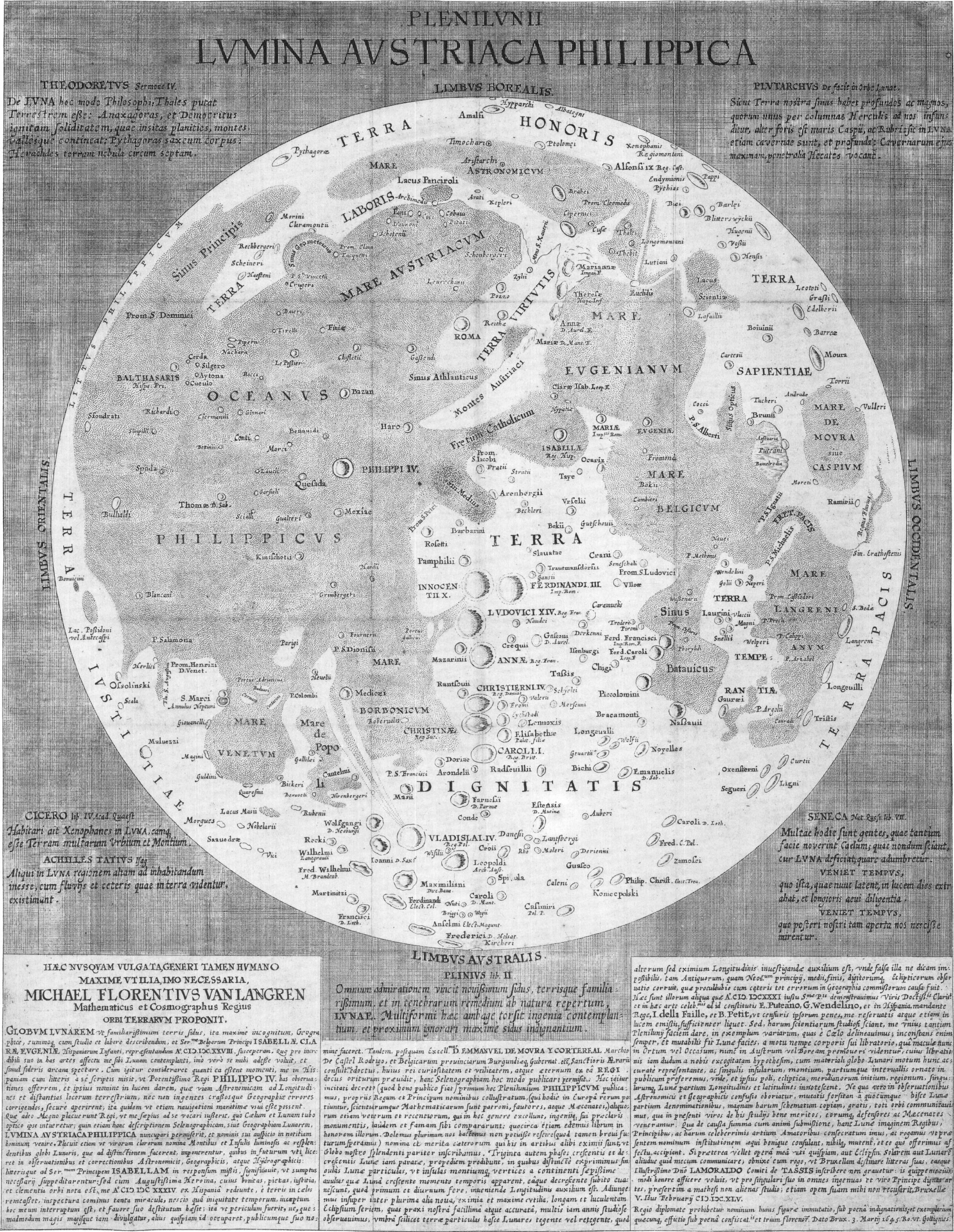
Maanmap van Michael van Langren (Langrenus) uit 1645

Een mons (meervoud: montes, van het Latijnse woord voor "berg") is een berg op een hemellichaam. De term wordt gebruikt in de planetaire nomenclatuur en maakt deel uit van de internationale namen van dergelijke kenmerken. Mons wordt met een hoofdletter geschreven en staat meestal achter de juiste voornaam, maar staat ervoor in het geval van Maanbergen (er is bijvoorbeeld een Marsberg Arsia Mons en een Maanberg Mons Argaeus).
De term tholus ("koepel") wordt gebruikt voor namen van kleinere (vooral binnenlandse) hooglanden, en de term colles of collis ("heuvels") in namen van groepen van nog kleinere heuvels. Bijzondere ronde bergen gevonden op Venus krijgen namen met de term farrum.

## Soortenmontes
De term "mons" beschrijft, net als andere termen in de planetaire nomenclatuur, alleen de weergave van het kenmerk, maar niet de oorsprong of geologische structuur ervan. De term wordt gebruikt voor bergen van welke oorsprong dan ook en objecten in deze klasse zijn zeer divers. Meestal zijn ze het resultaat van tektonische, inslag- of vulkanische processen. Voorbeelden van dergelijke bergen zijn respectievelijk de Maxwell Montes op Venus, de Montes Apenninus op de Maan en Olympus Mons op Mars. Een meer ongebruikelijke oorsprong is ook mogelijk. De Geryon Montes of Mars zijn bijvoorbeeld erosieresten van een voormalig plateau in Ius Chasma, een onderdeel van het Valles Marineris-kloofsysteem.
Tijdens impactgebeurtenissen kunnen bergen niet alleen aan de rand van de resulterende krater verschijnen, maar ook in het midden ervan. Klassieke centrale pieken worden over het algemeen niet genoemd, hoewel sommige pieken in kraters worden genoemd: bijvoorbeeld Aeolis Mons in de Gale-krater op Mars of de Scheria Montes in de Odysseus-krater op Tethys.

## Benamingen vanmontes
De term "mons" werd voor het eerst gebruikt voor buitenaardse bergen door Michael van Langren in 1645. Hij kende namen toe aan enkele bergen op de maan maar geen van deze namen bleef in gebruik. Twee jaar later stelde Johannes Hevelius de eerste namen voor van buitenaardse bergen die nog steeds worden gebruikt. De Maan-Alpen en -Apennijnen dragen nog steeds de namen die Hevelius heeft gegeven en vijf van zijn andere bergnamen verwijzen tegenwoordig naar andere kenmerken (in sommige gevallen bleken zijn "bergen" later heldere stralen van kraters te zijn).
De Internationale Astronomische Unie (IAU) keurde de voornamen van buitenaardse bergen goed (samen met vele andere traditionele Maannamen) in 1935, zij het zonder een algemene Latijnse term, die in 1961 werd hersteld. Begin mei 2015 hadden 262 buitenaardse bergen en bergsystemen een officiële naam: 117 op Venus, 50 op Mars, 48 op de Maan, 23 op Io, 13 op Titan, 9 op Iapetus, 1 op Mercurius en 1 op Tethys. Ze worden verschillend genoemd op verschillende hemellichamen: 
- op Mercurius: met het woord voor "heet" in verschillende talen (het enige voorbeeld is Caloris Montes).
- op Venus: naar verschillende godinnen van verschillende religies (de enige uitzondering is Maxwell Montes).
- op de Maan: naar aardse bergen en bergketens, naburige kraters of vooraanstaande wetenschappers die een uitstekende of fundamentele bijdrage hebben geleverd aan hun vakgebied; verschillende namen van andere oorsprong bestaan ook. In één geval (Mont Blanc) wordt het Franse woord "Mont" gebruikt in plaats van het Latijnse "Mons".
- op Mars: naar een nabijgelegen albedo-kenmerk op klassieke kaarten van Giovanni Schiaparelli of Eugène Antoniadi
- op Io: naar plaatsen die verband houden met de mythologische Io of Dante's Inferno, sommige namen zijn afgeleid van nabijgelegen kenmerken.
- op Tethys: naar plaatsen genoemd in Homerus' Odyssee.
- op Titan: naar de bergen van Tolkiens Midden-aarde.
- op Iapetus: naar plaatsen genoemd in het Chanson de Roland.